# Clasa 37 (BR)
BR Clasa 37 este o locomotivă diesel-electrică britanică, proiectată de către English Electric și asamblată la Vulcan Foundry și Robert Stephenson and Hawthorns, ca parte a programului de dizelizare al BR-ului, inițiat în anul 1955. Bazată pe locomotiva din Clasa 40, locomotivele din Clasa 37 s-au dovedit a fi o priveliște familiară pe rețeaua feroviară Britanică, mai ales în Țara Galilor, Scoția și Anglia de Est, unde adesea erau văzute tractând trenuri de călători și de marfă, încă fiind folosite și azi utilizate de către anumiți operatori privați.
Din cauza sunetului motorului 12CSVT, locomotivele au primit porecla de tractor.

## Descriere

### Istorie

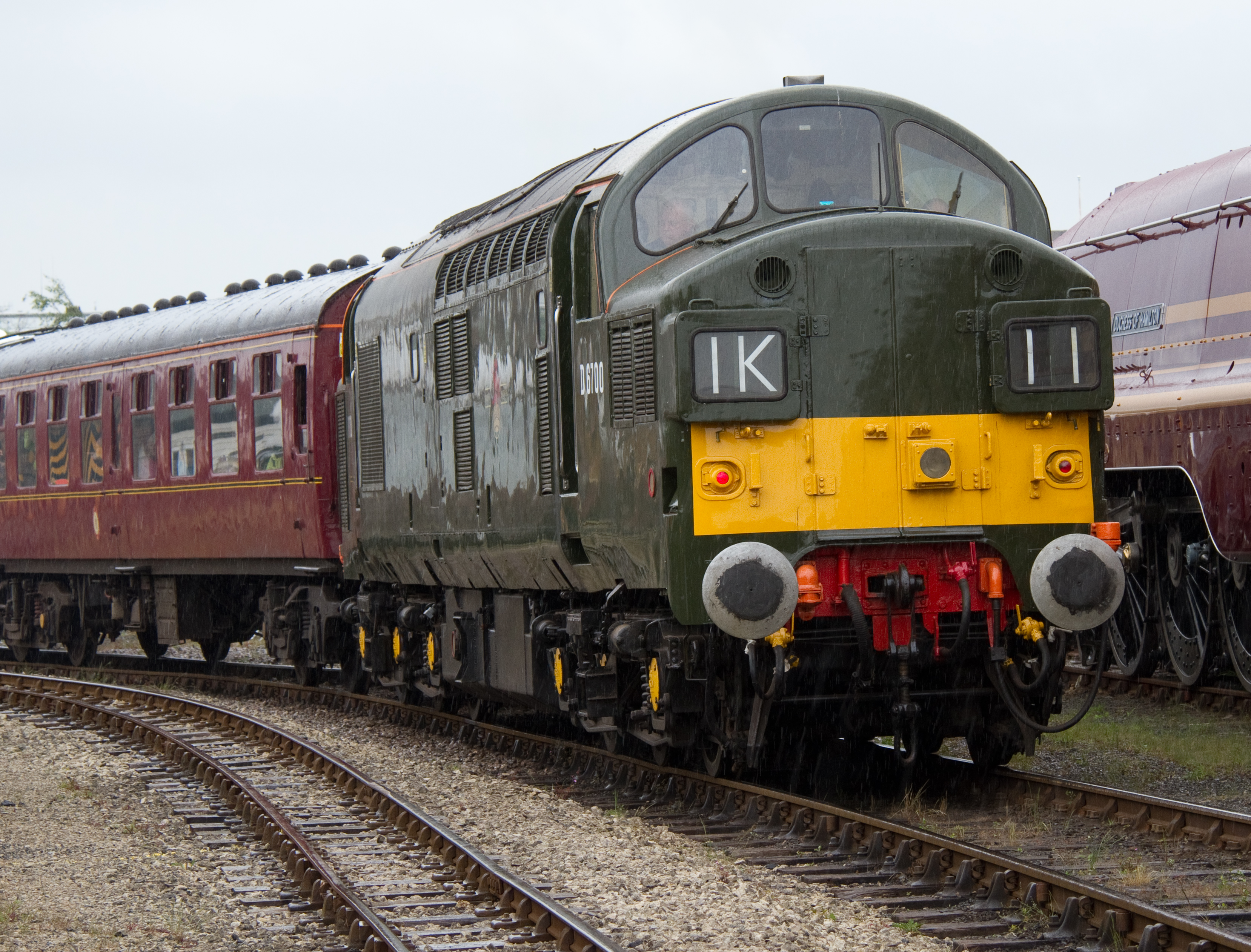
D6700, prima locomotivă din Clasa 37, actualmente aparținând muzeului feroviar din York (2012)

Locomotivele din Clasa 37 au apărut pe fondul programului de modernizare a BR-ului, implementat în 1955. Ca parte a acestui plan, a fost identificată nevoia de a utiliza mai multe locomotive din tipul 3 (între 1500 CP și 1999 CP). English Electric deja livrase cu succes mai multe locomotive din tipurile 1 și 4, și a produs locomotive similare pentru Africa de Est. Astfel, English Electric a început proiectarea unei locomotive cu caracteristici similare, pentru uz general (trafic de marfă și de călători), bazată pe locomotiva mai mare din Clasa 40 și locomotivele destinate exportului în Africa. 
Prima comandă (din cele șapte) a fost plasată pe 27 ianuarie 1959, iar până în 1964 au fost comandate în total un număr de 309 de locomotive. Prima locomotivă a intrat în circulație pe 2 decembrie 1960, iar ultima pe 9 noiembrie 1965. English Electric a subcontractat asamblarea finală asupra fabricilor Vulcan Foundry din Newton-le-Willows și Robert Stephenson and Hawthorns din Darlington. 
Primele locomotive și-au găsit de lucru în regiunea de est a BR-ului, dar curând s-au răspândit în Țara Galilor (unde adesea tractau trenuri cu cărbuni) și prin Scoția, iar și mai târziu în Nordul Angliei și regiunea de vest a BR-ului, tractând trenuri de caolinit și trenuri sezoniere. 
Datorită tonajului scăzut, odată cu retragerea altor clase de locomotive diesel, Clasa 37 a devenit singura locomotivă diesel în numere mari care putea circula pe linii cu restricții de greutate (la nord de Inverness în Scoția și în Munții Țării Galilor), pe acest motiv această clasă de locomotive încă se află în circulație și în zilele noastre.
Începând cu anii 1970, toate locomotivele au fost revopsite în schema de vopsire verde în cea albastră cu boturi galbene, și, cu excepția unui exemplar, acestea au primit numerotare TOPS. Înainte de introducerea numerotării TOPS, acestea au fost numerotate D6600-6608 și D6700-6999. De asemenea, anumite locomotive au fost dotate cu boilere pentru încălzirea vagoanelor de călători, dar în general o mare parte din exemplare au venit cu boilere din fabrică. O ultimă modificare a fost prin re-dotarea sistemului de frânare, cu frână Westinghouse cu acționare pe aer, înlocuind sistemul anterior cu vidare. 
În anii 1980, locomotivele din Clasa 37 au fost reclasate in diverse subserii, deoarece o mare parte din flotă a fost renovată pentru a include sistemul de încălzire electrică a trenului, înlocuirea generatorului dotat din fabrică cu un alternator, în unele cazuri înlocuirea osiilor sau a motoarelor diesel. De la finalul aniilor 1980 și la începutul aniilor 1990 a început retragerea în masă, inițial a modelelor nemodificare, dar și ulterior a exemplarelor renovate. 
În zilele noastre, 67 de exemplare încă circulă pe magistralele Britanice, adesea tractând trenuri de întreținere/diagnoză a căii de rulare, deși ocazional tractează trenuri de călători sau de marfă. Alte câteva exemplare sunt păstrate ca locomotive istorice, inclusiv prima care a fost fabricată, exponat al Muzeului Național Feroviar din York.

### Caracteristici
Față de locomotivele din Clasa 40, care au fost livrate cu discuri de destinație identice locomotivelor cu aburi, locomotivele din Clasa 37 au fost livrate cu panouri de destinație (headcode boards) care arătau clasificarea trenului. Primele exemplare au venit cu panouri despărțite (split), deoarece la mijloc se aflau ușile de acces pentru echipamentele din botul locomotivei. Exemplarele ulterioare au venit cu panouri întregi (center), amplasate la mijlocul botulul, deoarece ușile de acces nu s-au mai dovedit a fi necesare. Începând cu anii 1980, la anumite exemplare, respectivele uși au fost demontate și înlocuite cu un panou sudat amplasat în față. După ce panourile de destinație au fost înlocuite de către centrele de semnalizare care arătau clasificarea trenului, rolele de film utilizate pentru arătarea clasificării trenului au fost scoase și înlocuite cu faruri, sau în unele cazuri, botul locomotivei a fost reconstruit complet pentru a elimina fostele panouri. 
Prima schemă de vopsire a acestor locomotive a fost cea de verde de Braunschweig, aplicată asupra tuturor locomotivelor diesel BR a acelor vremuri, spre mijlocul aniilor 1960, boturile au fost vopsite parțial sau în întregime în galben, ca măsură de siguranță pentru creșterea vizibilității. La finele aniilor 1960 și la începutul aniilor 1970, locomotivele au fost vopsite în schema de vopsire albastră a BR-ului. 

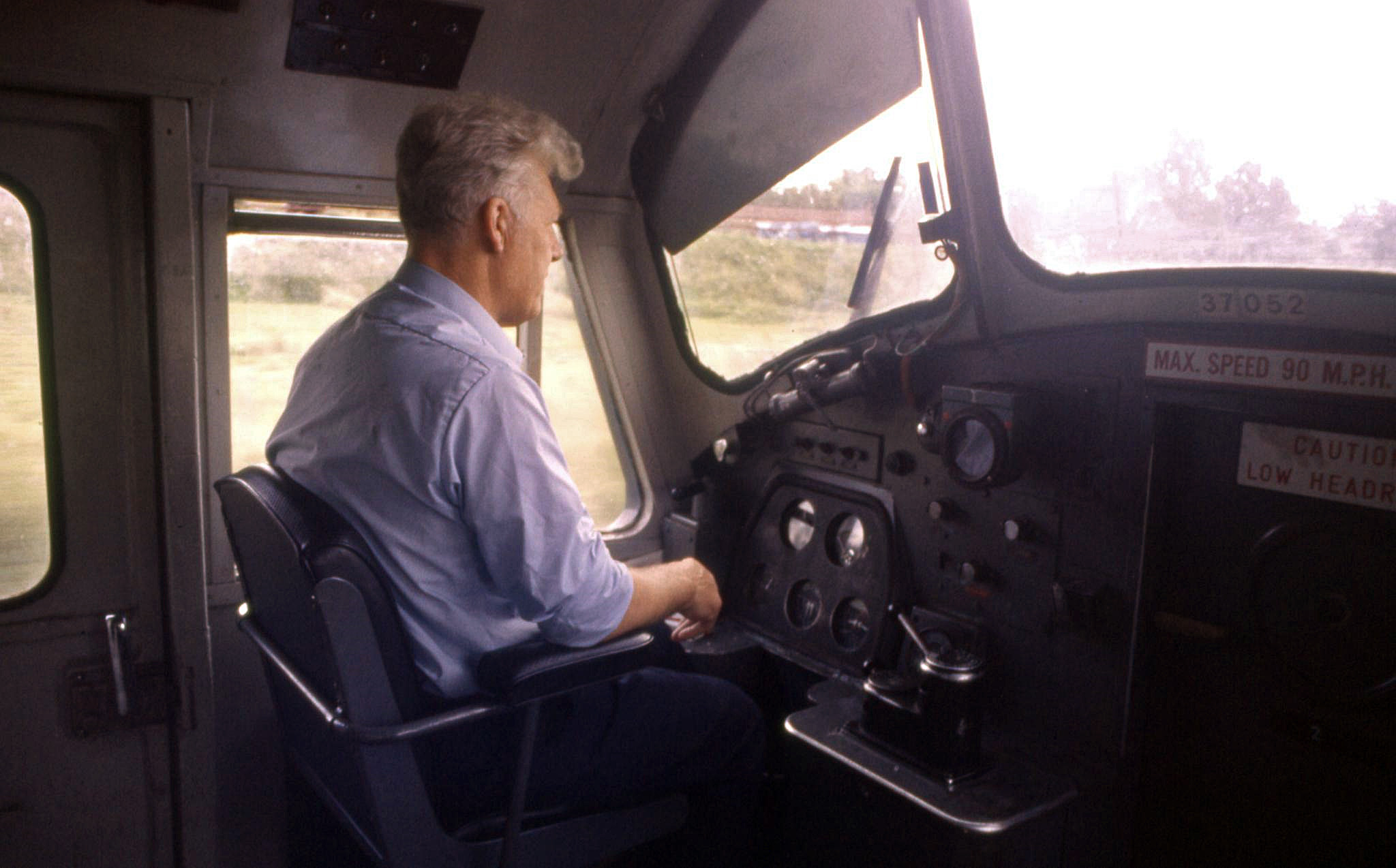
Cabina mecanicului (anii 1980)

Locomotivele din Clasa 37 adesea se deosebeau ușor datorită trăsăturilor specifice anumitor regiuni sau depouri: locomotivele alocate regiunii de vest aveau "coarne" în formă de L montate pe botul locomotivei lângă faruri, O altă trăsătură vizuală a fost adăugarea simbolurilor pe depouri, printre care Terrierul de Highland (Glasgow-Eastfield), Cerbul de Highland (Inverness), Dragonul Celtic (Cardiff-Canton), Vrabia de Cockney (Londra-Stratford) și Șopârla de Cornwall (St Blazey). Anumite locomotive Scoțiene au purtat Crucea Sfântului Andrei (Saltire-ul cu alb și albastru) lângă caseta de informații. De asemenea, locomotivele cu panouri despărțite erau adesea alocate în Nordul și Estul Angliei, iar locomotivele cu panouri întregi în Sud-Vestul Angliei și Țara Galilor. 
Începând cu anii 1980, mai multe locomotive au primit schema de vopsire cu logo mare, iar capota botului a fost vopsită în negru pentru a evita reflectarea razelor de soare în cabină, iar lateralele botului au fost vopsite în galben. Odată cu sectorizarea, locomotivele alocate sectorului de marfă au fost vopsite inițial în gri cu galben (în stilul similar schemei de vopsire cu logo mare), iar ulterior în schema de vopsire gri-triplu, schemă de vopsire ce a persistat în anii 2000. Locomotivele alocate sectoarelor de călători adesea au ajuns în mâinile sectorului Regional Railways, fiind vopsite în schema de vopsire albastru-închis cu alb și cu dungă albastru-deschis, iar locomotivele alocate sectorului InterCity au primit schema de vopsire neagră cu alb, cu dunga roșie. Locomotivele sectorului de inginerie au primit schema de vopsire "Olandeză" (deoarece se asemăna cu schema de vopsire NS aplicată locomotivelor din anii 1970).
După privatizare aceste locomotive au primit schemele de vopsire ale operatorilor privați la care aparțineau. În anii 1980, ca parte a unei reclame pentru trenul HST, locomotiva 37093 a primit schema de vopsire a Poliției Britanice (aplicată asupra mașinilor Ford și Vauxhall), în alb și cu dungă oranj-galbenă.
Ultima caracteristică care deosebește unele locomotive de altele este aranjamentul cabinii mecanicului. Unele exemplare erau dotate cu control pentru viteze mici (pentru a asigura descărcare vagoanelor de cărbuni la centrale termice și încărcarea lor la mine), prezența sistemului de încălzire electrică la scaunul secundului (lângă frâna de mână), prezența manometrului suplimentar pentru presiunea aerului în conducta de frână, echipamentele radio, culoarea cabinei (verde, albastru și ulterior gri). Alte mici detallii care ajută la deosebirea locomotivelor sunt geamurile (standard sau ranforsate), tampoanele (rotunde sau ovale), amplasamentul goarnelor (în bot sau pe acoperiș), protectorul anti-gheață instalat la grilajele laterale de aerisire, etc.

## Subclasări
Începând cu anii 1980, locomotivele din Clasa 37 au trecut prin mai multe renovări la atelierele Crewe ale BREL. Mai jos se găsește o descriere pe scurt a renovărilor:
| Subclasă | Descriere |
| -------- | --- |
| 37/0     | Locomotive care nu au fost renovate deloc (au rămas la starea din fabrică)                                                                              |
| 37/3     | Locomotive care au primit osii noi dar nu au fost renovate, uneori au primit și rezervoare de carburant suplimentare                                    |
| 37/4     | Renovate, recablate, dotate cu încălzire electrică și generatorul English Electric înlocuit cu alternatorul Brush Traction                              |
| 37/5     | Renovate, recablate și generatorul English Electric înlocuit cu alternatorul Brush Traction                                                             |
| 37/6     | Locomotive din Clasa 37/5 dotate cu cabluri de tracțiune și cabluri de încălzire electică suplimentare (pentru trenuri Eurostar)                        |
| 37/7     | Renovate, recablate, generatorul English Electric înlocuit cu alternatorul Brush Traction sau GEC G546AZ,și tonaj suplimentar adăugat                   |
| 37/9     | Renovate, recablate, generatorul English Electric înlocuit cu alternatorul Brush Traction și dotate cu motoare noi: Mirrlees MB275Tt sau Ruston RK270Tt |

### Clasa 37/0
La implementarea clasificării TOPS la începutul aniilor 1970, toate cele 309 de locomotive (cu excepția locomotivei D6983) au primit această clasificare. Așadar, locomotivele din Clasa 37/0 sunt varianta locomotivelor care sunt în aceiași condiție ca la ieșirea din fabrică.

### Clasa 37/3
Primele locomotive din Clasa 37/3 au fost un grup de 12 locomotive ale depoului Motherwell din Scoția: acestea au fost dotate cu frâne mai puternice și cuple mai duri pentru a fi utilizate asupra trenurilor spre și dinspre oțelăria Ravenscraig (actualmente demolată, va fi transformată într-un oraș nou). Cele 12 locomotive au fost transformate la loc în anul 1988.
Cealaltă variantă din Clasa 37/3 a apărut spre finalul aniilor 1980, folosind osii din locomotivele de Clasa 50 și 55, care sunt identice (necesitând doar modificări mici printre care scările de acces în cabină și scăderea vitezei maxime la 80 MPH (130 km/h). Schimbările în acest caz au avut loc la diverse depouri în loc să aibă loc la ateliere de specialitate. La unele exemplare, capacitatea de carburant a fost dublată după ce boilerele cu aburi au fost înlocuite cu rezervoare suplimentare.

### Clasa 37/4
Odată ce încălzirea electrică a înlocuit încălzirea cu aburi asupra trenurilor de călători, mai mulți membri din diverse clase de locomotive (Clasele 31, 47, etc) au primit și ele sisteme de încălzire electrică, rezultând în subclasele 31/4 și 47/4. La fel a fost și pentru câțiva membri din Clasa 37, care au fost renovate la atelierele Crewe în perioada 1985-1986. În timpul acestor renovări, locomotivele au primit osii CP7 și un alternator Brush în locul generatorului English Electric. În total 31 de locomotive au fost renovate; 25 din ele au ajuns în Scoția pentru a tracta trenuri în diverse zone ale Scoției (predominant în nord) iar celelalte 6 în Țara Galilor. 
Întreaga subclasă a ajuns ulterior la sectorul de marfă, iar înaintea privatizării traficului feroviar de marfă în Marea Britainie, au fost parte diviziei Transrail. Aceste locomotive au fost retrase la începutul aniilor 2000, dar eventual au mai fost folosite de câteva ori, tractând trenuri de călători în formația "sandwich" pe liniile Wherry din Estul Angliei (2017-2019) și pe linia Rhymney în Țara Galilor (2019-2020). Toate au fost salvate de la fier vechi, momentan fiind folosite asupra trenurilor cu containere nucleare.

### Clasa 37/5
Numerotate între 37501-37521 și 37667-37699, aceste locomotive au aceleași modificări ca la locomotivele din Clasa 37/4, doar că acestea nu au primit încălzire electrică iar unele exemplare au primit dozatoare de Sandite, pentru curățarea și îmbunătățirea adeziunii șinelor.

## Flotă
Articol principal: Lista locomotivelor din Clasa 37 (BR)

### Sumar
În anul 2020, următoarele locomotive sunt certificate pentru circulația pe liniile principale:
| Proprietar                    | Cantitate | Numere de parc | Observații |
| ----------------------------- | --------- | --- | --- |
| Colas Rail                    | 11        | 37025*, 37057, 37099, 37116, 37175, 37219, 37240, 37254, 37418*, 37421                                                       | *Închiriate, locomotive istorice                                                                                           |
| Direct Rail Services          | 23        | 37038, 059*, 069*, 218, 259, 402, 407, 419, 423–425, 602, 605*, 716. Conservate: 401, 405, 409, 422, 602, 603, 604, 606, 609 | 37703 închiriată căii ferate istorice Bo'ness & Kinneil Railway *37059, 069 și 605 închiriate companiei Loram UK.          |
| Europhoenix                   | 9         | 37510*, 601*, 608*, 611*, 800*, 884*, 901. Conservate: 37146, 207.                                                           | *Închiriate companiei Rail Operations Group. 37670 a fost tăiată pe 9 martie 2018 și 37188 a fost tăiată pe 24 iulie 2019. |
| Harry Needle Railroad Company | 3         | 37607, 610, 612 | 37610 & 612 închirate companiei Colas. HNRC au fost contractate să repare locomotivele din Clasa 37 companiei Colas.       |
| Locomotive Services Limited   | 4         | 37190, 521, 667, 688* | *Închirată pe termen lung de la D05 Preservation Ltd                                                                       |
| Network Rail                  | 5         | 97301 (37100), 97302 (37170), 97303 (37178), 97304 (37217). Conservate: 37198                                                | Locomotive folosite pentru trenuri de diagnoză și testare ERTMS.                                                           |
| UK Rail Leasing               | 1         | 37905 | |
| West Coast Railways           | 11        | 37516, 518, 676, 668, 669, 685, 706. Conservate: 37165*, 517*, 710*, 712.                                                    | *Donoare de piese. |
| Total                         | 67        | | |

### Locomotive istorice
| Număr Pre TOPS | Număr Post TOPS | Număr Final | Nume                                                       | Proprietar                                          | Locație                                | Observații/schemă de vopsire                                                                       |
| -------------- | --------------- | ----------- | ---------------------------------------------------------- | --------------------------------------------------- | -------------------------------------- | -------------------------------------------------------------------------------------------------- |
| D6607          | 37307           | 37403       | Isle of Mull                                               | Proprietar privat                                   | Bo'ness and Kinneil Railway            | Albastru BR (Large Logo)                                                                           |
| D6608          | 37308           | 37274       |                                                            |                                                     | Dean Forest Railway                    | Substrat albastru (ca cerul)                                                                       |
| D6700          | 37119           | 37350       | National Railway Museum                                    | Muzeul Feroviar Național din York                   | Muzeul Feroviar Național, York         | Primul membru al clasei. Verde BR                                                                  |
| D6703          | 37003           |             | (fără nume)                                                | Class 37 Locomotive Group.                          | Mid Norfolk Railway                    | Albastru BR În august 2017 se afla în reparații.                                                   |
| D6709          | 37009           | 37340       |                                                            | English Electric Preservation                       | Great Central Railway (Nottingham)     | Se află în reparații. Albastru BR                                                                  |
| D6723          | 37023           | -           | (Stratford)                                                | Proprietar privat                                   | Pontypool & Blaenavon Railway          | Se află în reparații. Albastru BR (Large Logo)                                                     |
| D6724          | 37024           | 37714       |                                                            |                                                     | Great Central Railway                  | Trainload gri (sectorul de metale)                                                                 |
| D6725          | 37025           | -           | Inverness TMD                                              | The Scottish Thirtyseven Group                      | Închiriată la Colas                    | Restaurată în 2005, în circulație pe liniile principale începând cu 2016. Albastru BR (Large Logo) |
| D6729          | 37029           | -           |                                                            | Proprietar privat                                   | Epping Ongar Railway                   | Verde BR (cu bot parțial galben).                                                                  |
| D6732          | 37032           | 37353       | Mirage                                                     | Proprietar privat / Anglia type three association   | North Norfolk Railway                  | Verde BR, în circulație.                                                                           |
| D6737          | 37037           | 37321       | (Gartcosh)                                                 | Devon Diesel Society                                |                                        | Albastru BR, nu mai poartă plăcuțele cu nume.                                                      |
| D6742          | 37042           | -           |                                                            |                                                     | Eden Valley Railway                    | EWS (roșu și galben, vopseaua în stare de degradeare).                                             |
| D6775          | 37075           | -           |                                                            | Proprietar privat                                   | Keighley & Worth Valley Railway        | Gri triplu                                                                                         |
| D6797          | 37097           | -           | Old Fettercairn                                            | Caledonian Railway Diesel Group                     | Caledonian Railway                     | Se află în reparații. Albastru BR                                                                  |
| D6808          | 37108           | 37325       |                                                            | Proprietar privat                                   | Crewe Heritage Centre                  | Se află în reparații. Schema de vopsire "Olandeză" (substrat)                                      |
| D6809          | 37109           | -           |                                                            | Proprietar privat (anterior donată de EWS).         | East Lancashire Railway                | Albastru BR                                                                                        |
| D6823          | 37123           | 37679       |                                                            | Proprietar privat                                   | Burton Wagon Works - Nemesis           | În proces de restaurare pe termen lung. Gri-triplu                                                 |
| D6842          | 37142           | -           |                                                            |                                                     | Bodmin & Wenford Railway               | |
| D6852          | 37152           | 37310       | (British Steel Ravenscraig)                                | Privately owned                                     | Peak Rail                              | Albastru BR (Large Logo)                                                                           |
| D6869          | 37169           | 37674       | St Blaize Church 1445–1995                                 | Proprietar privat                                   | Stainmore Railway, Kirkby Stephen      | Railfreight gri cu galben (și dungă roșie)                                                         |
| D6905          | 37205           | 37688       | Great Rocks.                                               | DO5 Ltd                                             | Locomotive Services Limited            | Gri-triplu (sectorul de construcții)                                                               |
| D6906          | 37206           | 37906       |                                                            |                                                     | Battlefield Line Railway               | Cu motor Ruston RK270T. Railfreight gri cu galben                                                  |
| D6915          | 37215           | -           |                                                            | The Growler Group                                   | Gloucestershire Warwickshire Railway   | În uz din 1998.                                                                                    |
| D6916          | 37216           | -           | (Great Eastern)                                            | Proprietar privat                                   | Pontypool and Blaenavon Railway        | În schema de vopsire albastră Mainline, în proces de revopsire în verde BR                         |
| D6927          | 37227           | -           |                                                            |                                                     | Chinnor and Princes Risborough Railway | În stare de funcționare                                                                            |
| D6948          | 37248           | -           | (Midland Railway Center/Loch Arkaig)                       | Proprietar privat - în custodia 'The Growler Group' | Gloucestershire Warwickshire Railway   | Verde BR                                                                                           |
| D6950          | 37250           | -           |                                                            | Proprietar privat                                   | Wensleydale Railway                    | În uz începând cu aprilie 2019. Schema de vopsire "Olandeză"                                       |
| D6955          | 37255           | -           |                                                            | Proprietar privat                                   | Burton, Nemesis                        | Schema de vopsire "Olandeză"                                                                       |
| D6961          | 37261           | -           | (Caithness)                                                | Proprietar privat                                   | Bo'ness & Kinneil Railway              | |
| D6963          | 37263           | -           |                                                            | Proprietar privat                                   | Telford Steam Railway                  | Albastru BR                                                                                        |
| D6964          | 37264           | -           |                                                            | Proprietar privat                                   | North Yorkshire Moors Railway          | Albastru BR (Large Logo)                                                                           |
| D6971          | 37271           | 37418       | (An Comunn Galdhealach/Pectinidae/East Lancashire Railway) | Proprietar privat                                   | East Lancashire Railway                | În stare de funcționare. Albastru BR (Large Logo)                                                  |
| D6975          | 37275           | -           | (Stainless Pioneer/Oor Wullie)                             |                                                     | Dartmouth Steam Railway                | În stare de funcționare. Albastru BR                                                               |
| D6994          | 37294           | -           |                                                            |                                                     | Embsay                                 | Albastru BR.                                                                                       |

Pe lângă locomotivele listate, o altă locomotivă (nr 37372) a fost achiziționată cu scopul de a o transforma într-o locomotivă din Clasa 23 "Baby Deltic", deoarece niciun exemplar din clasa respectivă a fost păstrat.

## Operatori

### British Rail

#### Pre-Sectorizare

##### Galerie foto

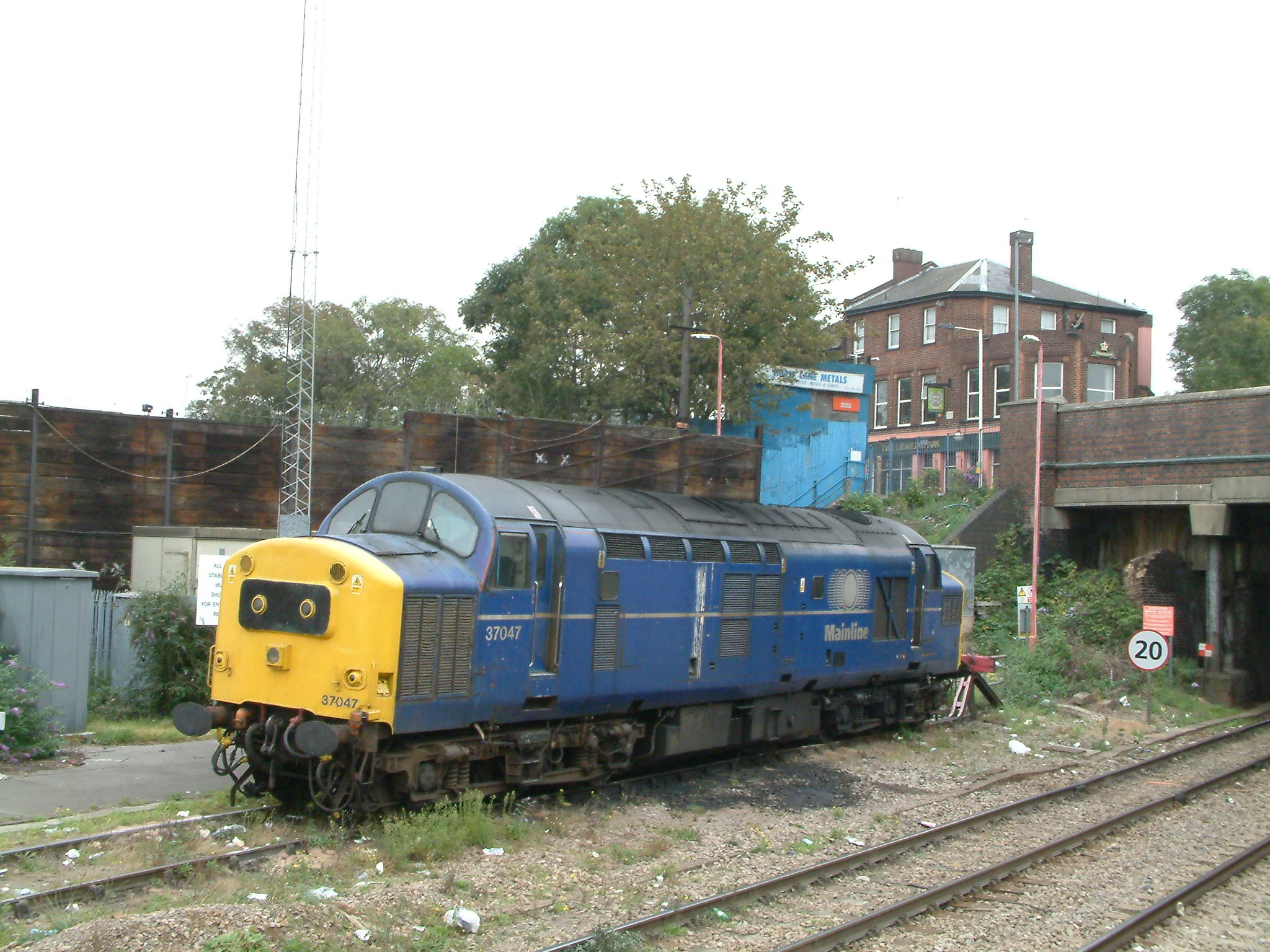
EWS 37047 în schema de vopsire Mainline Freight staționată la Acton, 29 septembrie 2004
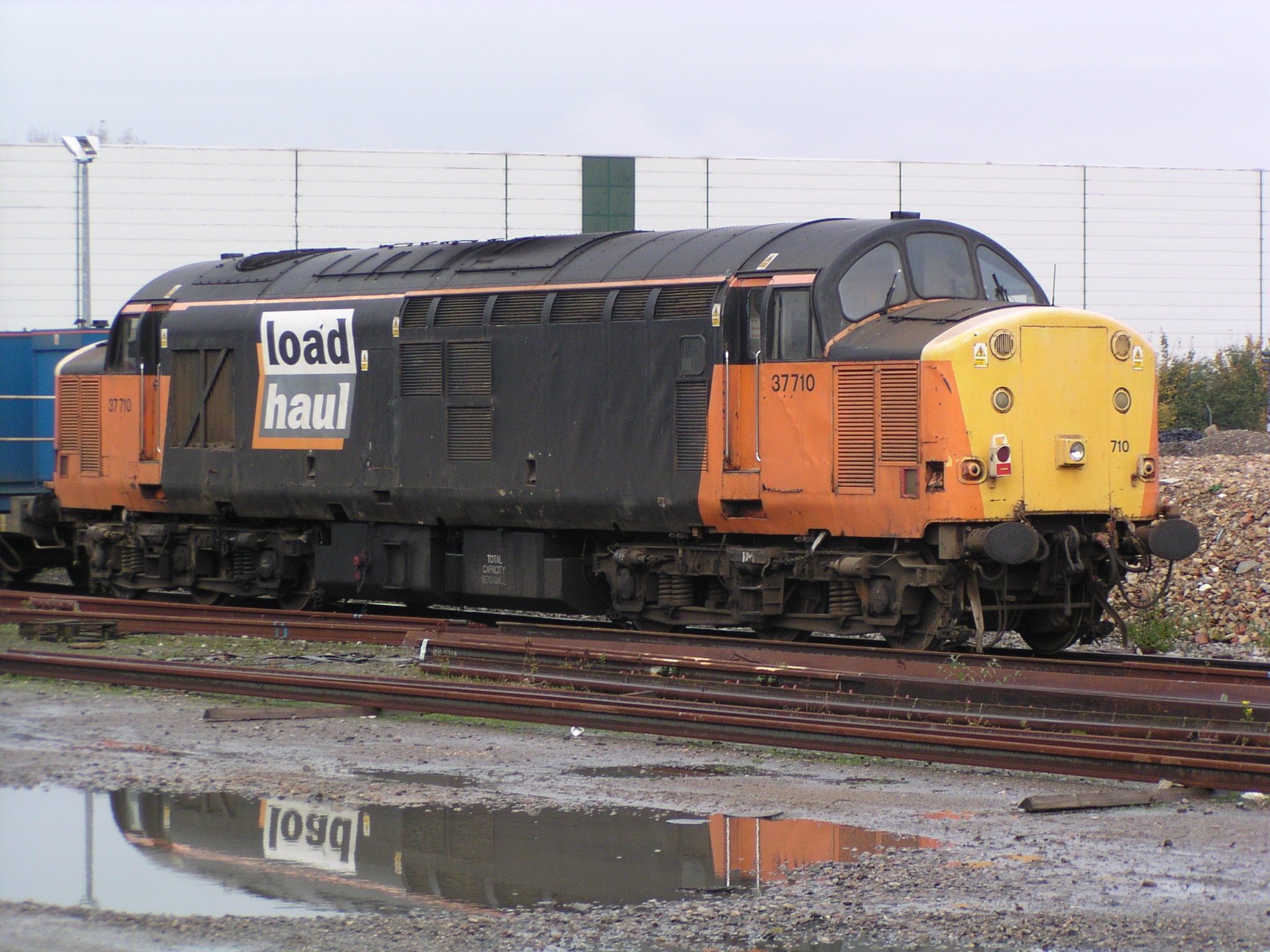
EWS 37718 în schema de vopsire LoadHaul staționată la Didcot, 30 octombrie 2004
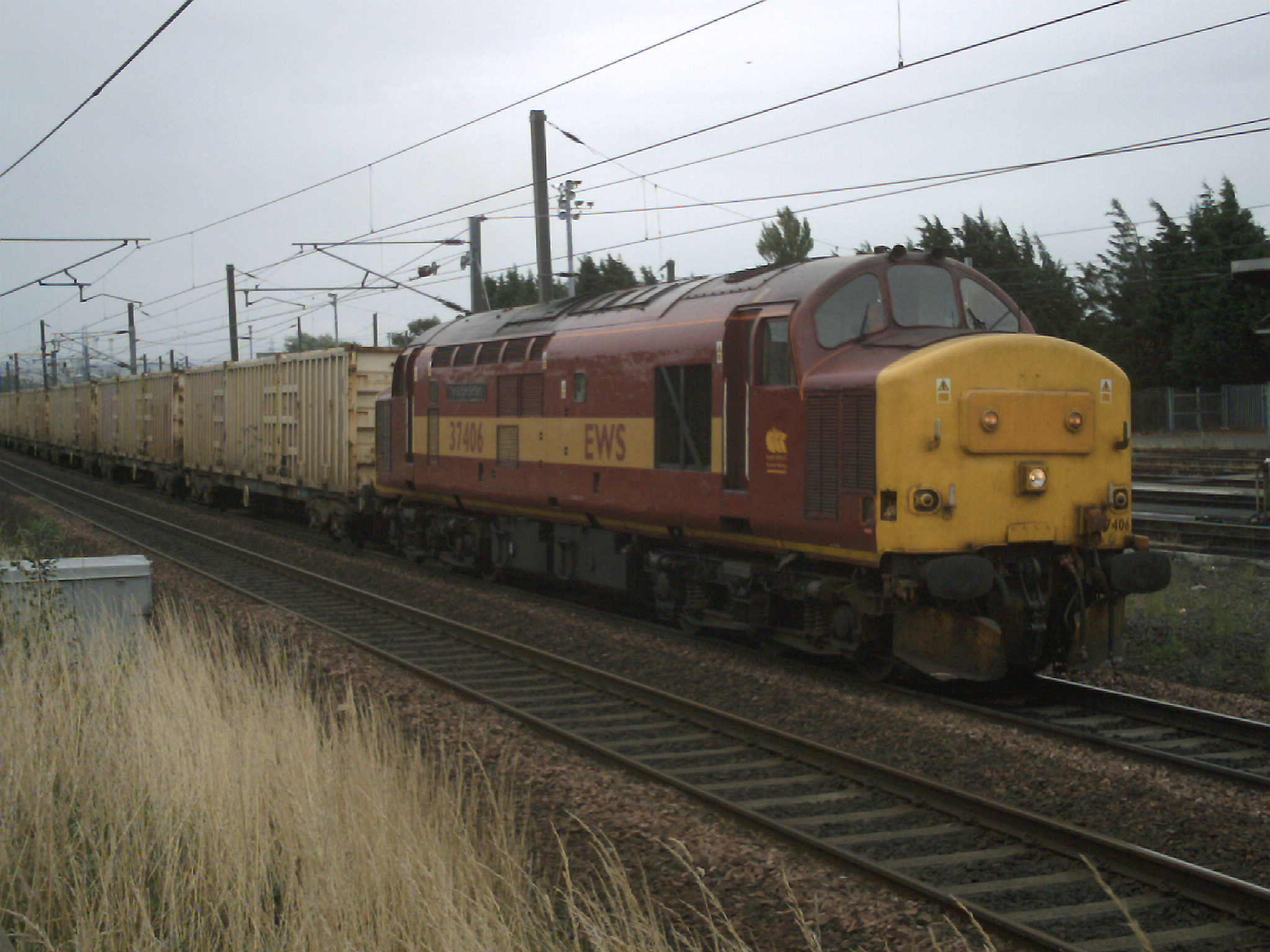
EWS 37406 la Craigentinny cu un tren de containere, 7 septembrie 2006
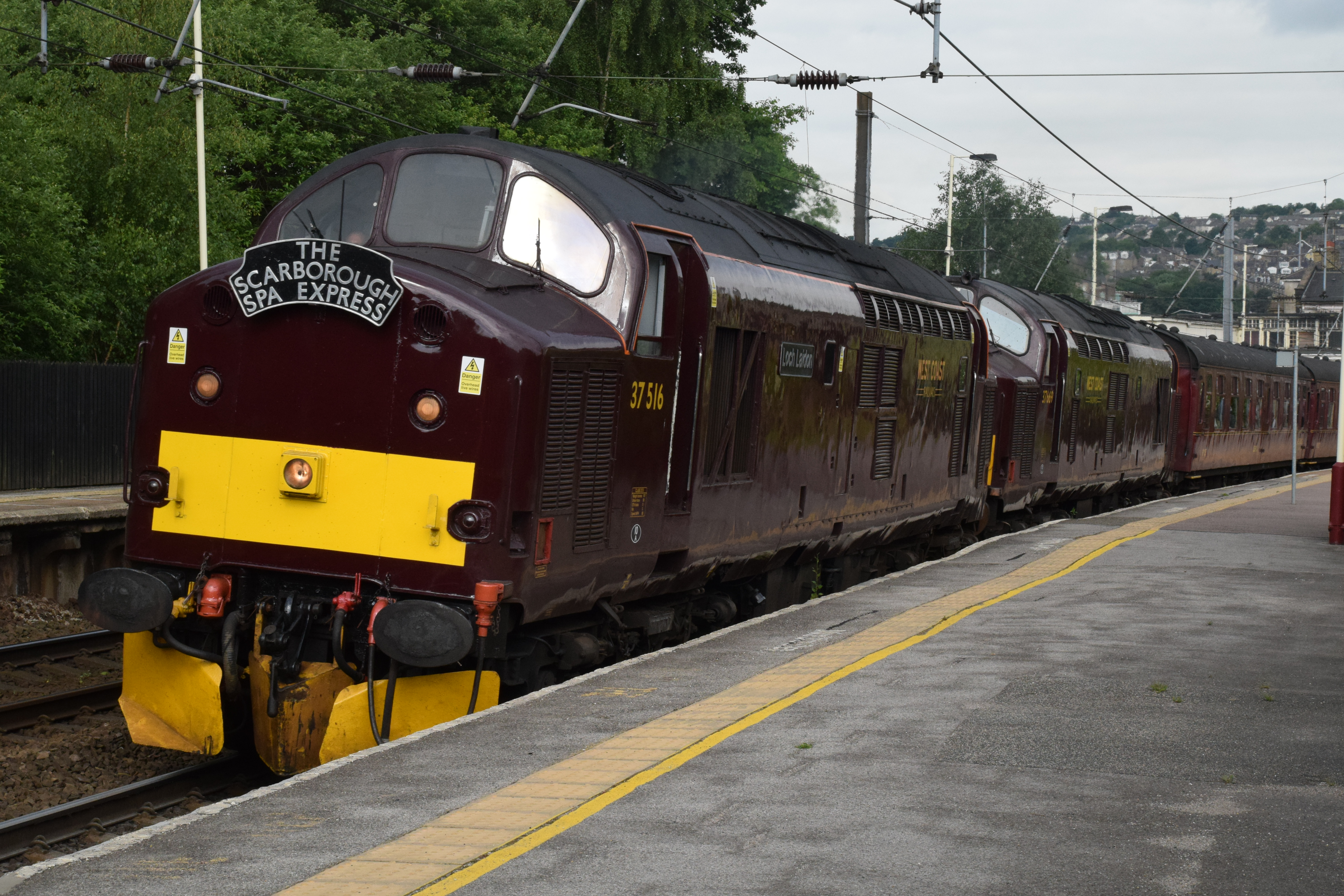
WCRC 37516 și 37669 cu trenul Scarborough Spa Express la Keighley, 1 iunie 2017

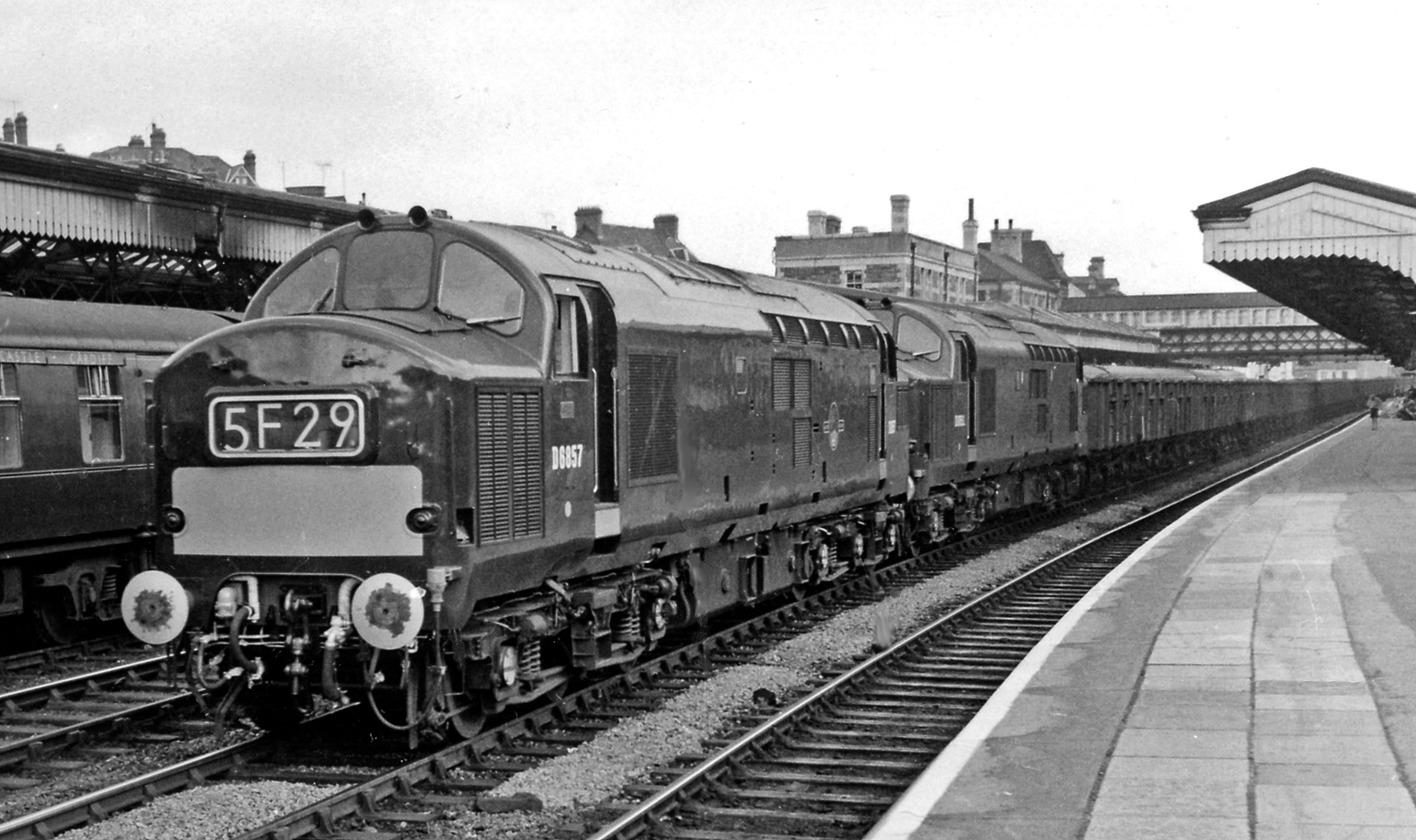
D6857 și D6851 tractând un tren de cărbuni prin gara Newport, 14 august 1963. Locomotiva poartă schema de vopsire verde.
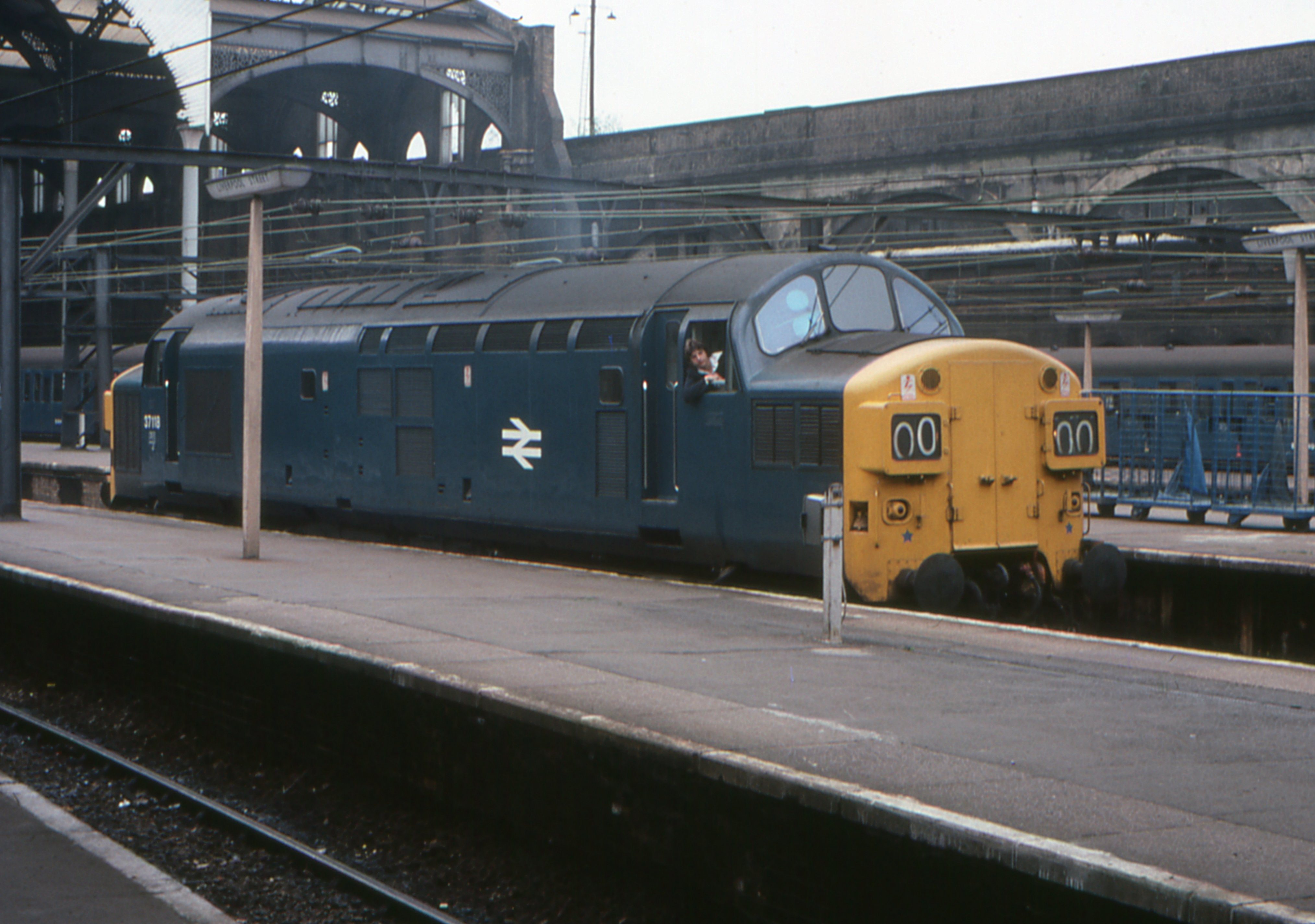
37118 ieșind din gara Londra Liverpool Street spre depoul Stratford, 3 mai 1976. Panoul de destinație este funcțional dar nu indică nimic.
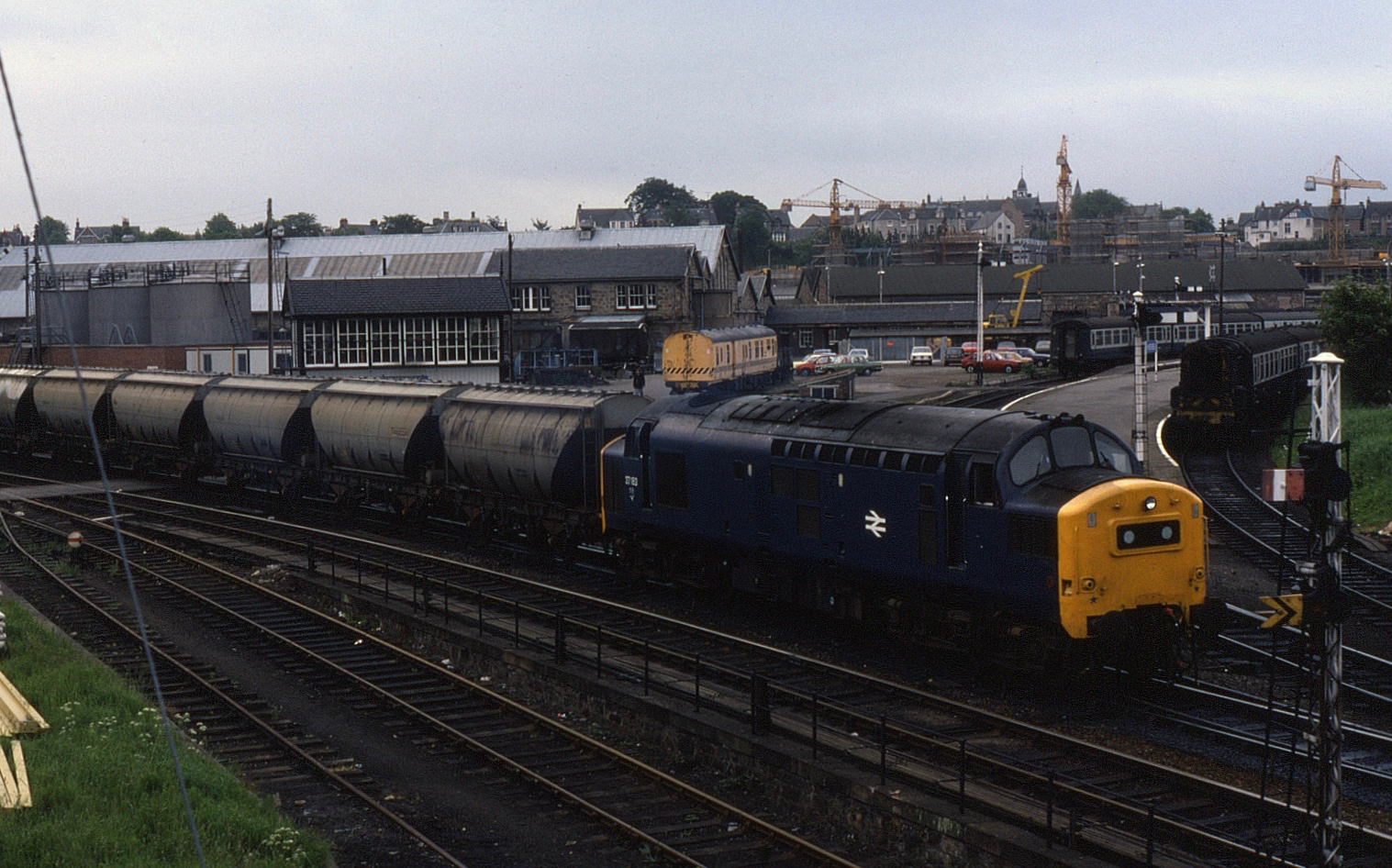
37183 ocolind gara Inverness cu un tren de marfă, 7 iunie 1982. Aici panoul de destinație este înlocuit cu faruri.
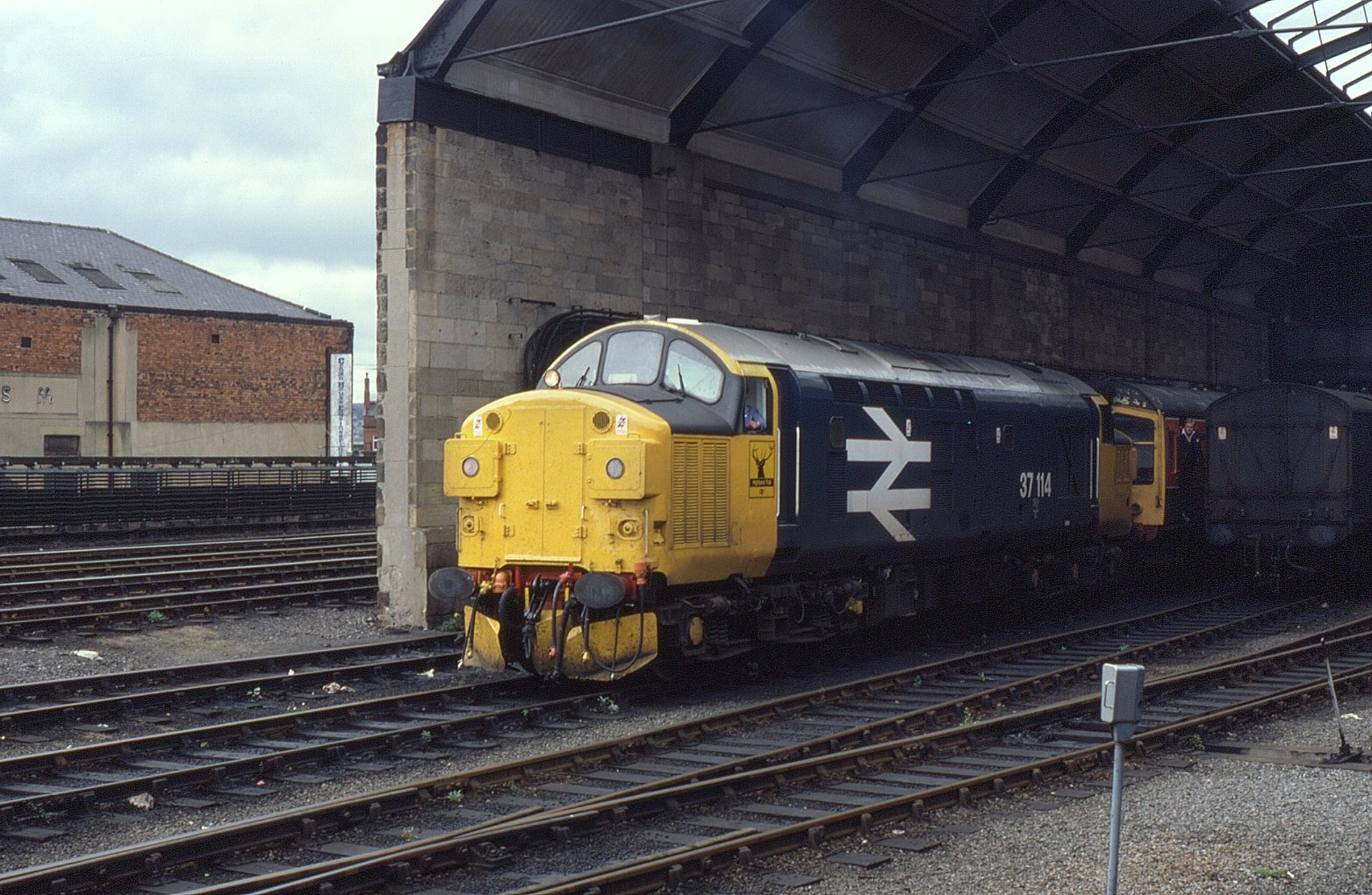
37114 la gara Newcastle central, 8 septembrie 1984. Farul montat pe capotă și cerbul de Highland arată că această locomotivă aparține regiunii Scoțiene

#### Post-Sectorizare

##### Galerie foto

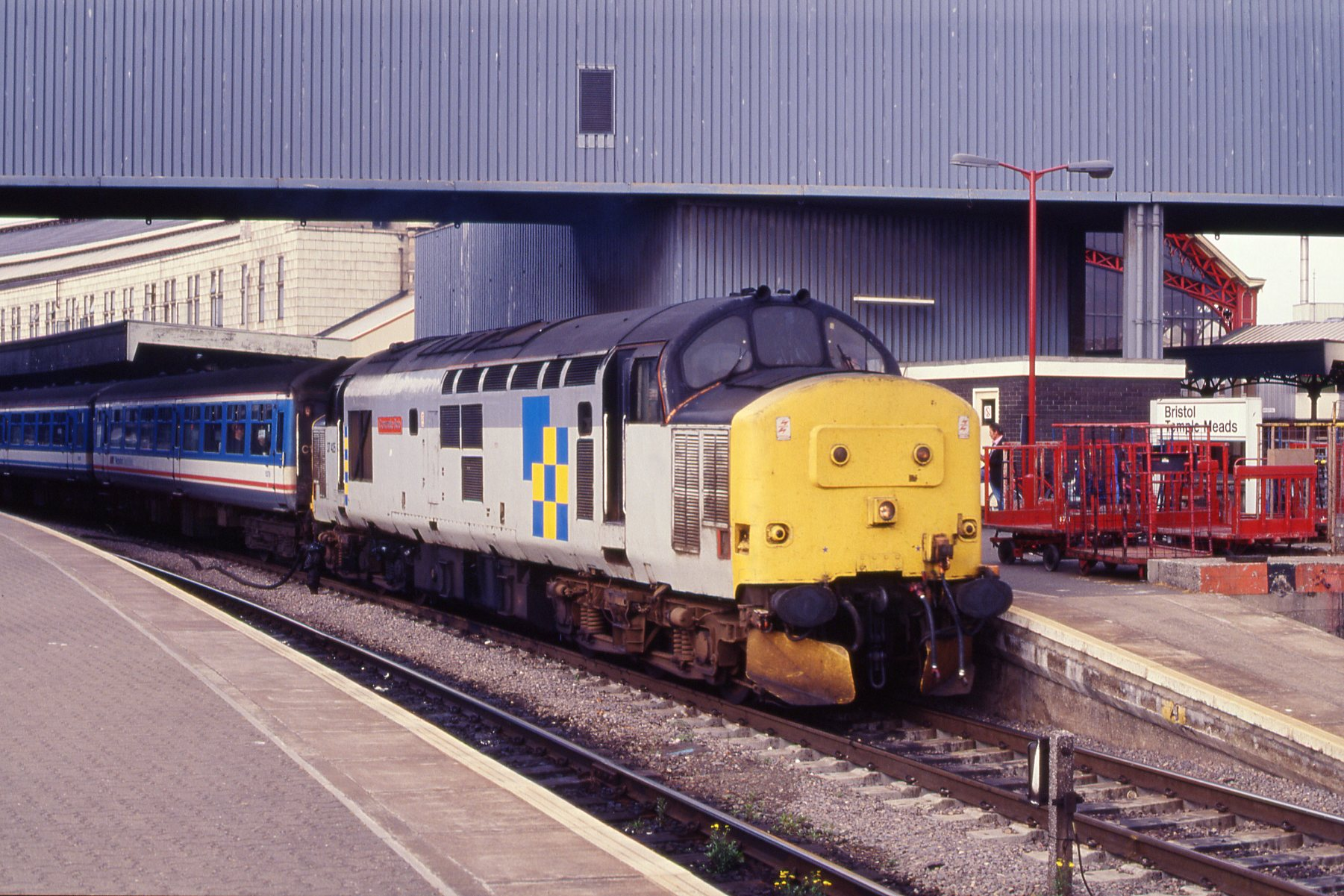
37425 cu un tren de călători spre Weymouth în gara Bristol Temple Meads, 3 iulie 1993. Locomotiva purta schema de vopsire gri triplu, și aparținea sectorului de construcții.
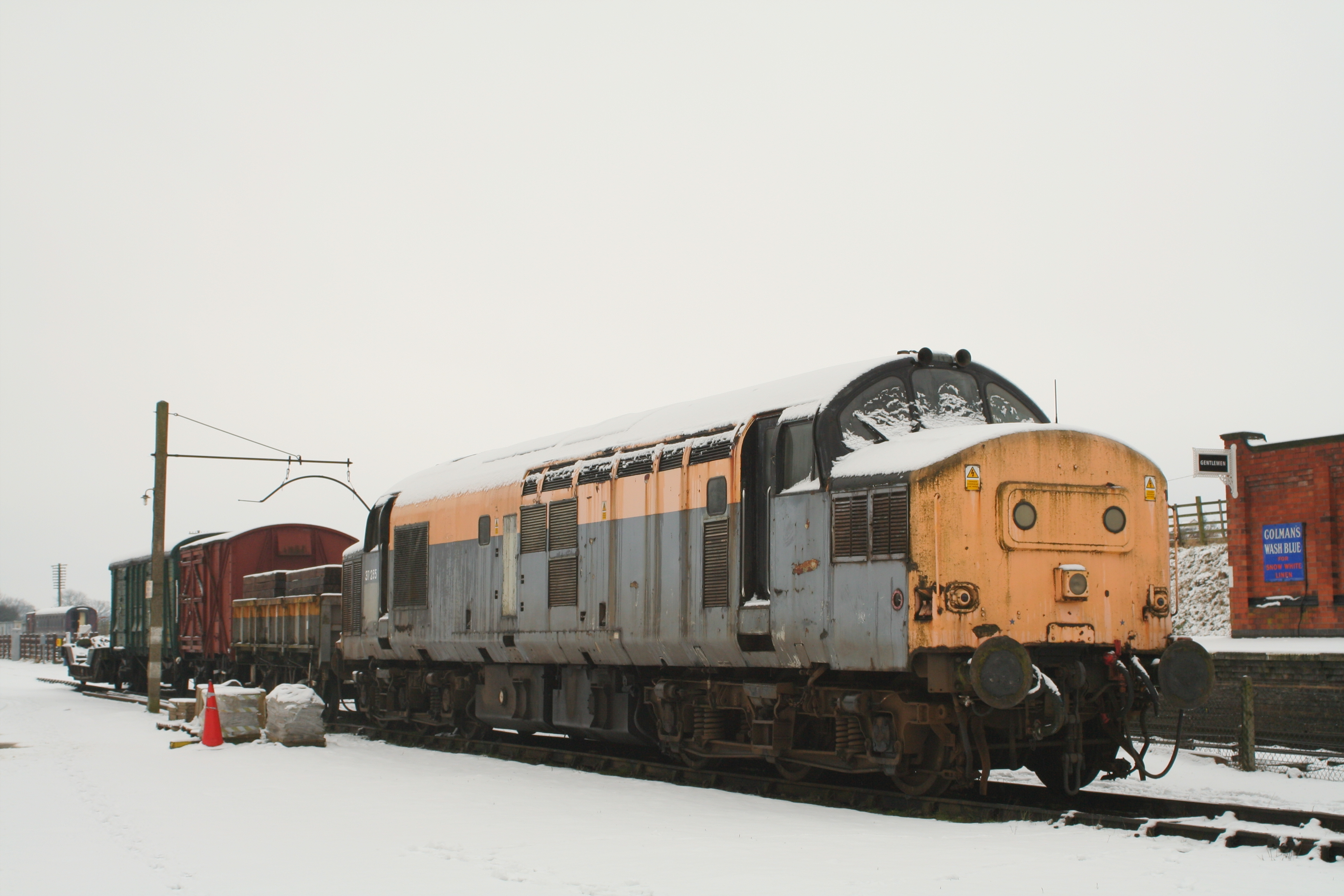
37255 la Quorn, arătând schema de vopsire "Olandeză" care a fost aplicată sectorului de întreținere a căii, 21 februarie 2010
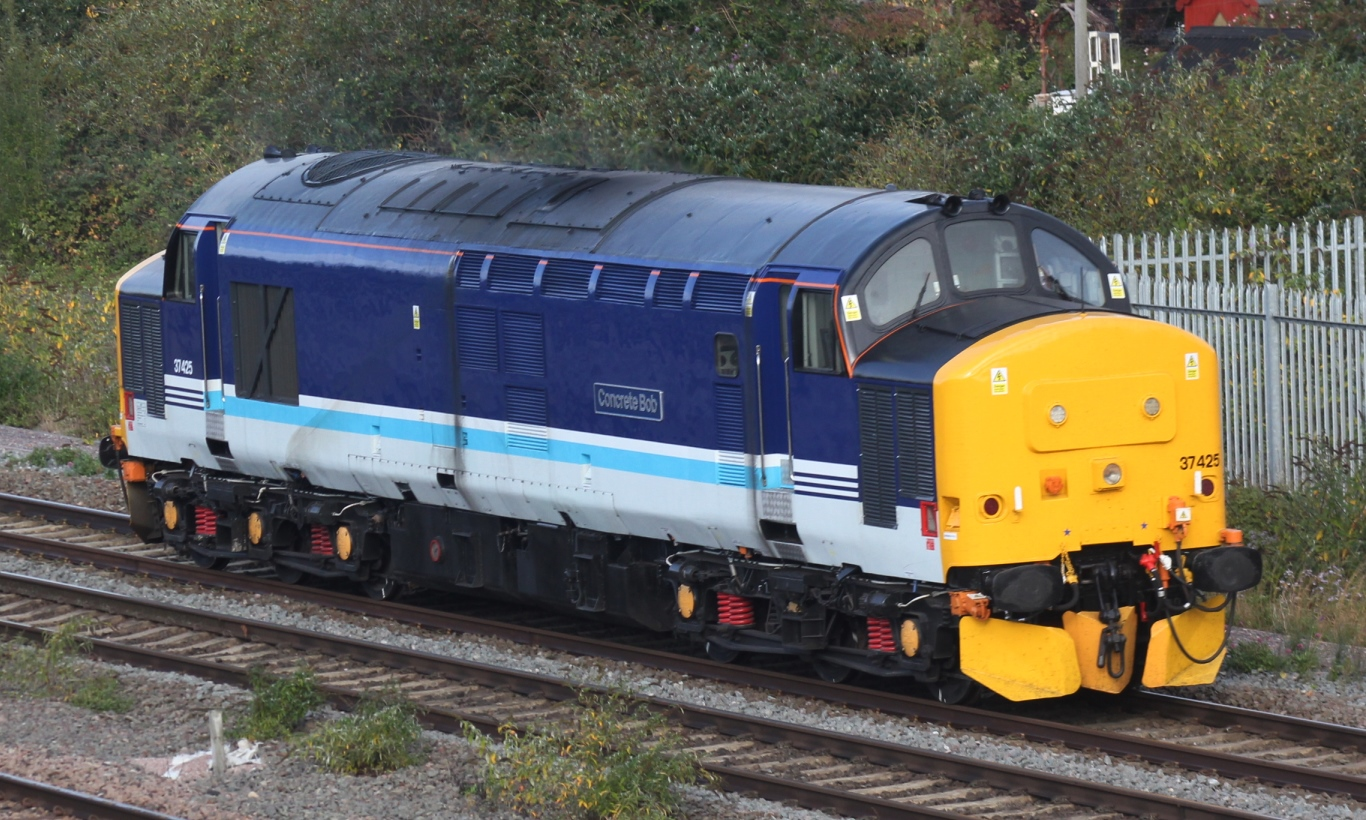
37425 trecând prin Taunton pe 9 octombrie 2020. Astăzi locomotiva poartă schema de vopsire anterior aplicată sectorului Regional Railways
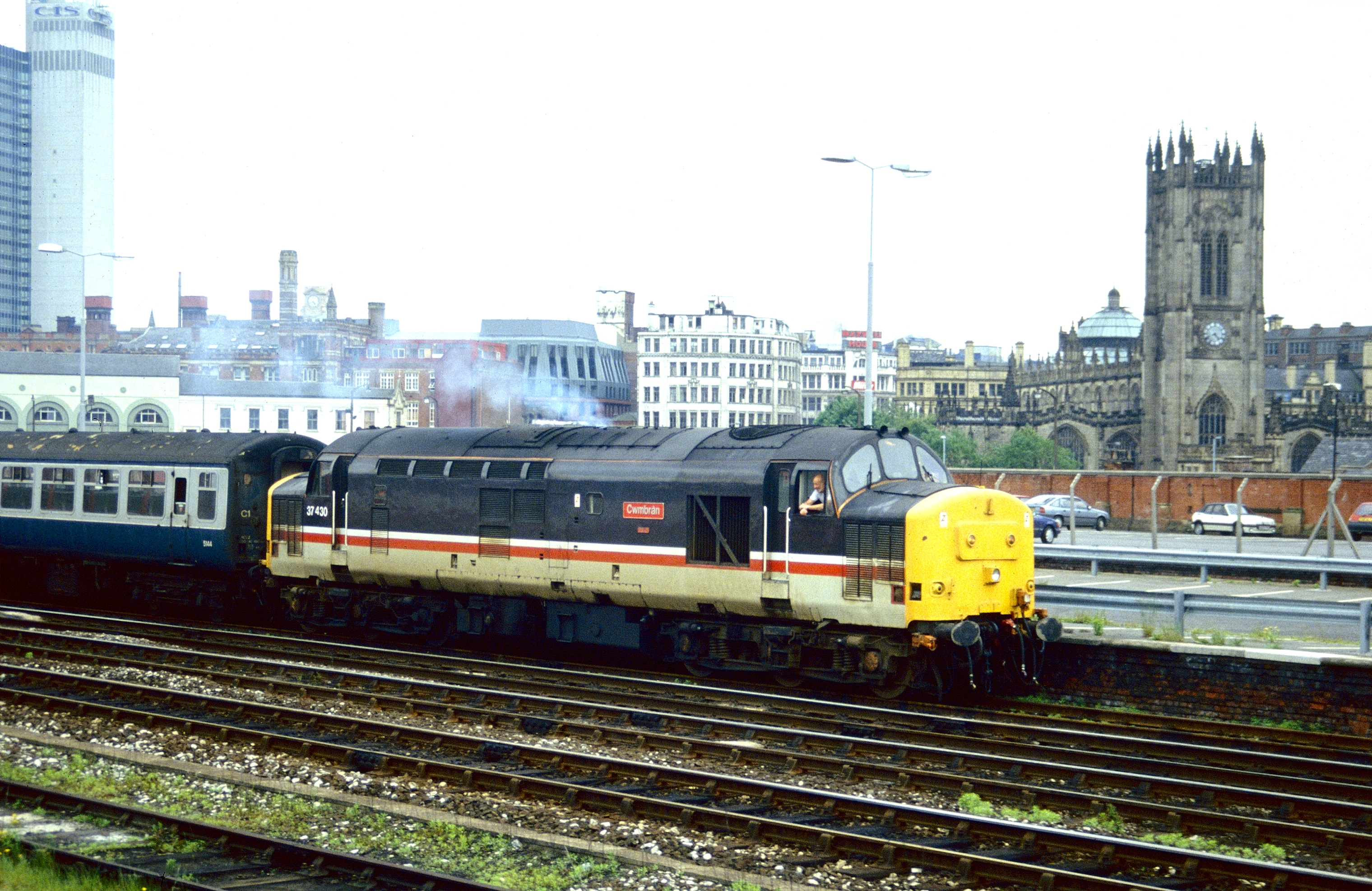
37430 cu o garnitură de vagoane goale la Manchester, circa iulie 1991

### Operatori privați

##### Galerie foto
- EWS 37047 în schema de vopsire Mainline Freight staționată la Acton, 
 29 septembrie 2004
- EWS 37718 în schema de vopsire LoadHaul staționată la Didcot, 
 30 octombrie 2004
- EWS 37406 la Craigentinny cu un tren de containere, 
 7 septembrie 2006
- WCRC 37516 și 37669 cu trenul Scarborough Spa Express la Keighley, 
 1 iunie 2017

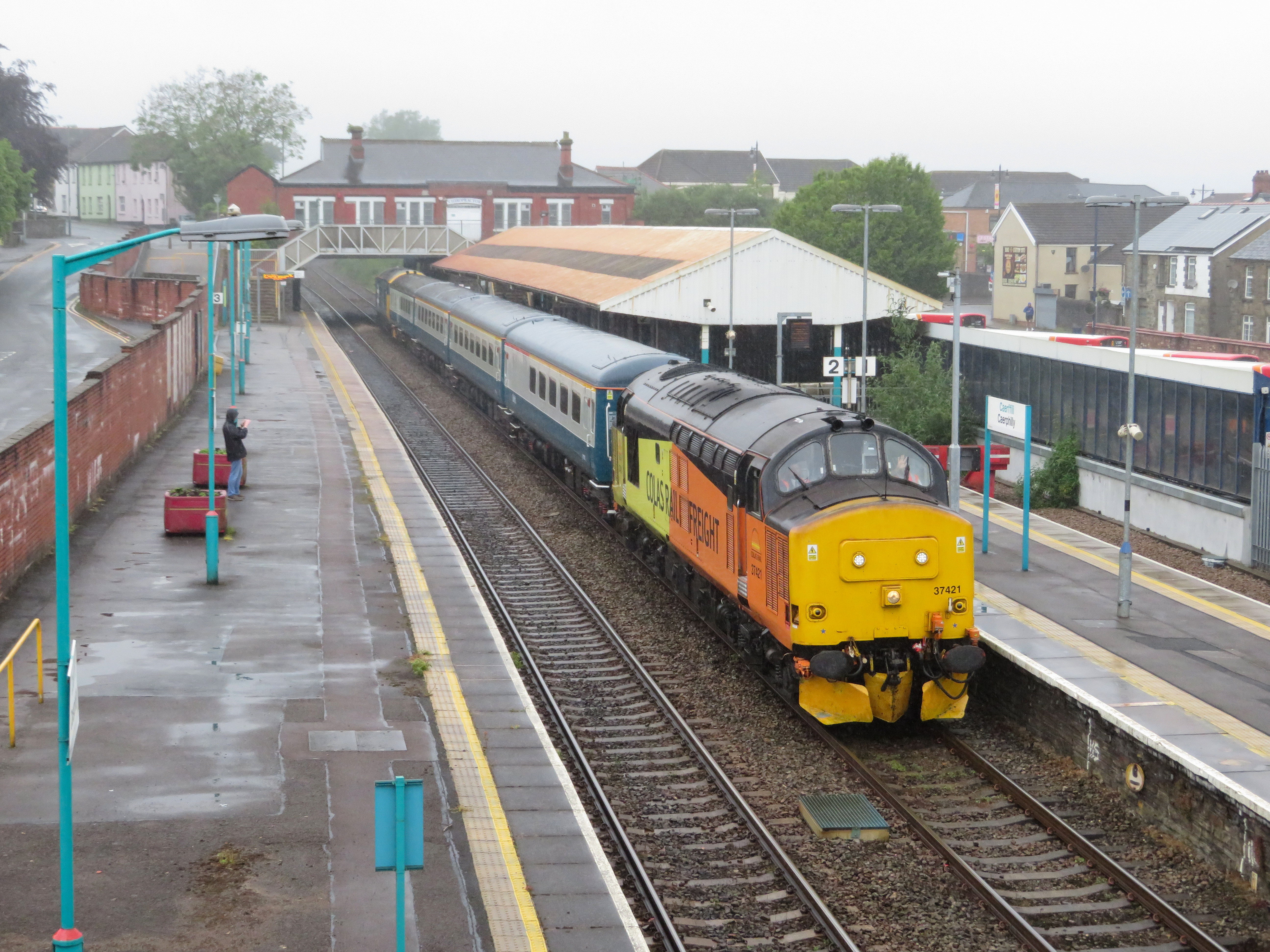
Colas 37421 la Caerphily cu o garnitură de vagoane Mk2, închiriată la Transport for Wales, 29 mai 2019
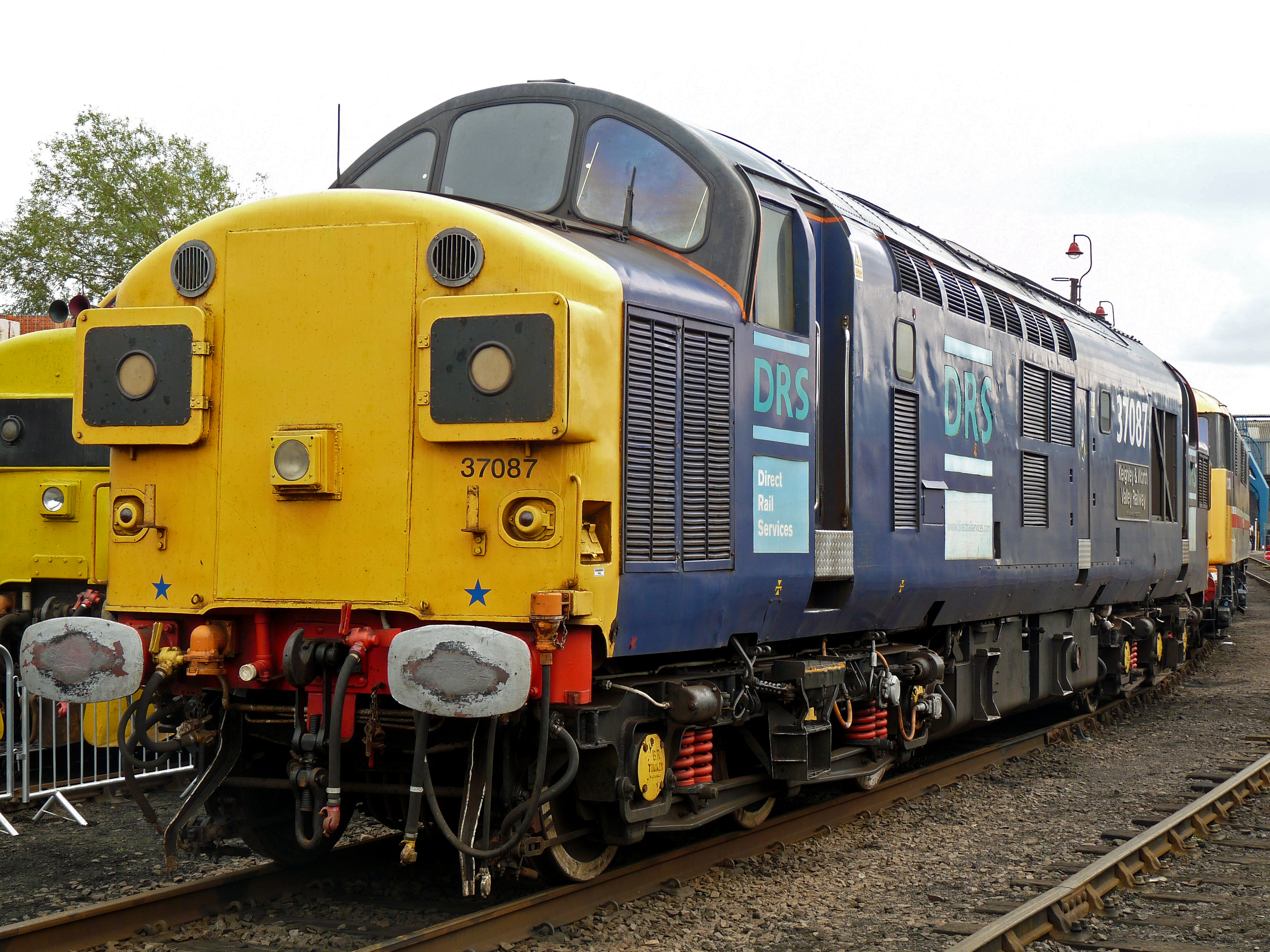
DRS 37087 în schema de vopsire inițială și cu botul nemodificat la Barrow Hill, 18 septembrie 2011
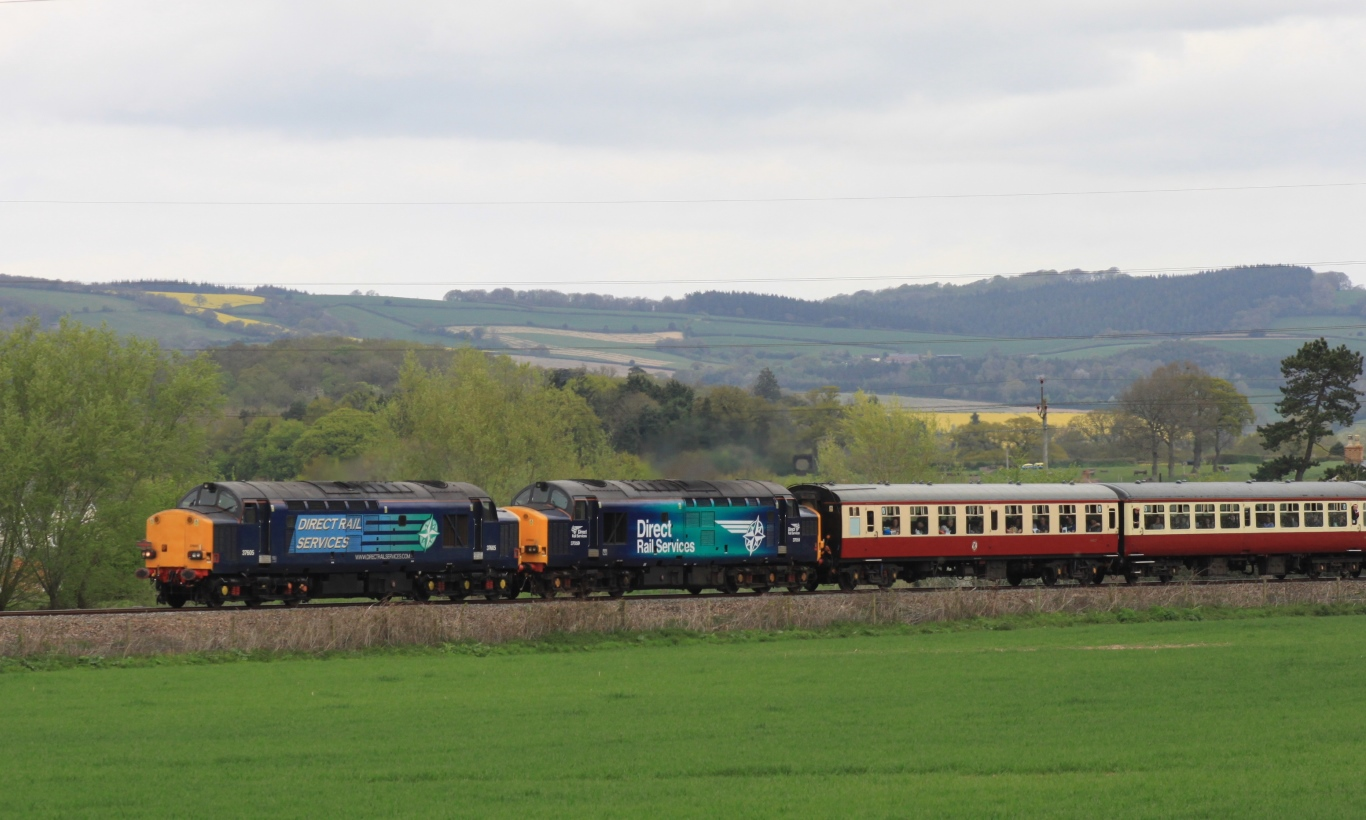
DRS 37605 și 37059 la Allerford în schema de vopsire cu compas (pre-2014 și post-2014) și cu botul "plat" cu farurile modificate, 25 aprilie 2015
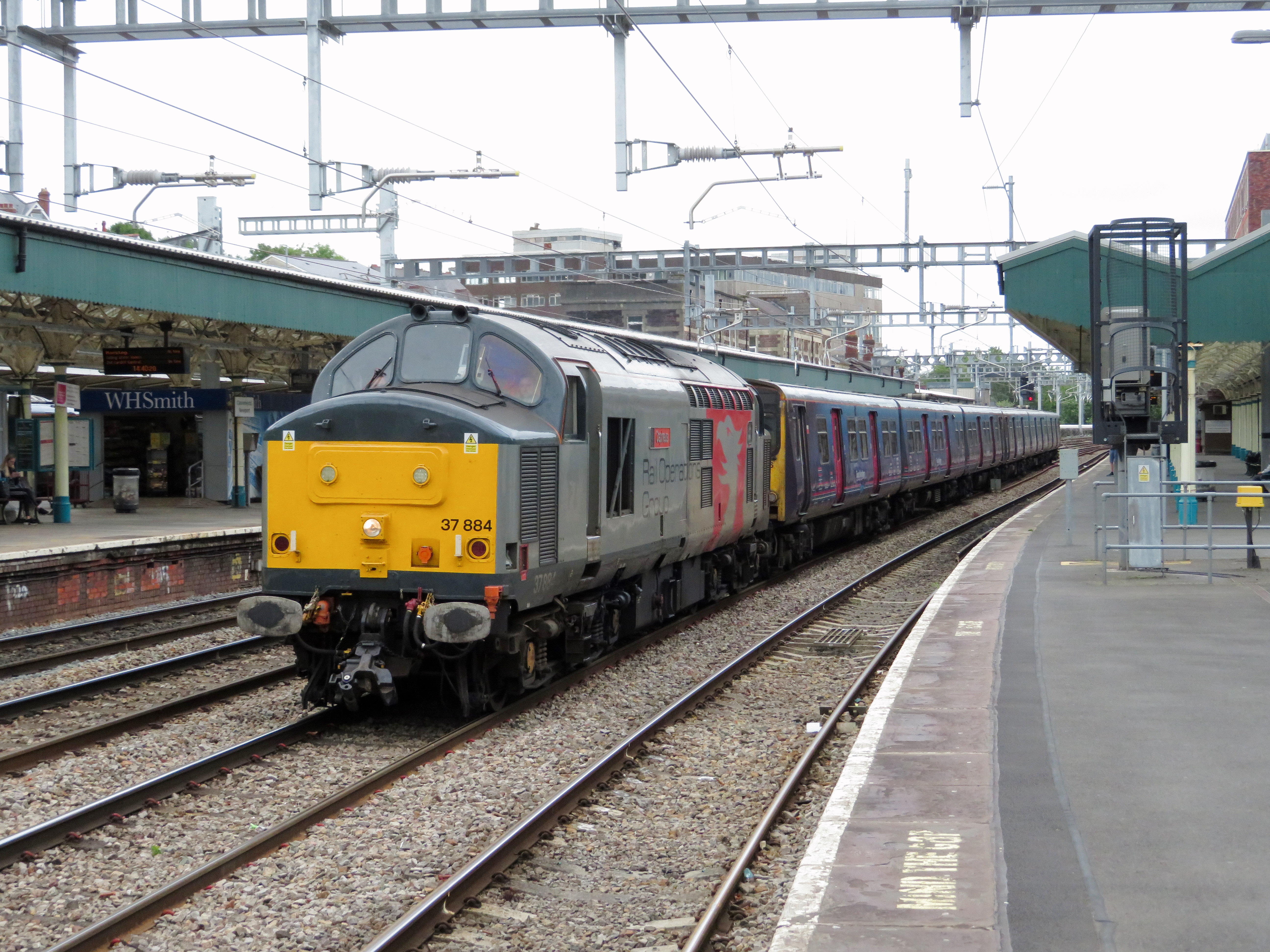
ROG 37884 tractând rame electrice din Clasa 313 pe ultimul drum prin Newport, 22 iulie 2019

## Curiozități
În anul 1965, Hornby a lansat primul model la scara 1:76:2 (Scara OO). 

## Legături externe
1. ↑  British Railways Advert - HST v Class 37 Police Car!! pe YouTube
2. 1 2
3. ↑  Golden oldies continue to play their tune (în engleză), www.railmagazine.com

1. 1 2  Fleet status :UK locomotive database - subsection "31-37" Arhivat în 20 octombrie 2007, la Wayback Machine. wnxx.net
2. ↑  „Class 37 Locomotive Group”. C37lg.co.uk. Accesat în 25 martie 2014.
3. 1 2  Scottish Railway Preservation Society Diesel Group: 37025  Arhivat în 14 octombrie 2008, la Wayback Machine. srpsdiesel.com
4. ↑  Scottish 37 Group Arhivat în 7 februarie 2007, la Wayback Machine.
5. ↑  37032 (D6732) Arhivat în 31 mai 2009, la Wayback Machine. preserved-diesels.co.uk
6. 1 2  Class 37 D6732 (37032) Arhivat în 18 august 2008, la Wayback Machine. Midland and Great Northern joint railway society mandgn.co.uk
7. ↑  BR Co-Co D6737 (37 037 Loch Treig) Arhivat în 28 ianuarie 2010, la Wayback Machine. southdevonrailway.co.uk
8. ↑  37097 "Old Fettercairn" Arhivat în 20 noiembrie 2008, la Wayback Machine. crdg.co.uk
9. 1 2  Caledonian Railway subsection Stocklist caledonianrailway.co.uk
10. ↑  37142 Arhivat în 5 iulie 2008, la Wayback Machine. bodminandwenfordrailway.co.uk
11. 1 2 3  37152 Arhivat în 4 martie 2016, la Wayback Machine. peakraildiesels
12. 1 2  Gloucester Warwickshire Railway - Locomotives (subsection 'diesel') Arhivat în 27 martie 2009, la Wayback Machine. gwsr.com
13. ↑  DIESEL LOCOMOTIVES AT BLAENAVON Arhivat în 19 august 2008, la Wayback Machine. pontypool-and-bleanavon.co.uk
14. ↑  Chapman, Hannah, ed. (14 iunie 2019). „Comment & Opinion”. Darlington & Stockton Times (24-2019). p. 21. ISSN 2516-5348.
15. 1 2  
Taylor, Paul. „Locomotives - 37255”. Arhivat din Locomotives of the Great Central Railway : 37255 original Verificați valoarea |url= (ajutor) la 24 iunie 2012.
gcrailway.co.uk